# Prix Consuelo
 (juin 2025).
Motif : Trop récent pour démontrer une notoriété pérenne
- Archive Wikiwix
- Bing
- Cairn
- DuckDuckGo
- E. Universalis
- Gallica
- Google
- G. Books
- G. News
- G. Scholar
- Persée
- Qwant
- (zh) Baidu
- (ru) Yandex

| 1. | Préciser le motif de la pose du bandeau. | Précisez le motif de la pose du bandeau en utilisant la syntaxe suivante : {{admissibilité à vérifier\|date=août 2025\|motif=remplacez ce texte par le motif}}                     |
| 2. | Informer les utilisateurs concernés.     | Pensez à avertir le créateur de l'article, par exemple, en insérant le code ci-dessous sur sa page de discussion : {{subst:avertissement admissibilité à vérifier\|Prix Consuelo}} |

Le prix Consuelo est un prix d'Histoire de l'Académie française créé en 2025 et destiné à récompenser annuellement « un ouvrage consacré à la musique classique ».
Le prix est nommé en référence à Consuelo, de George Sand, un roman historique qui relate le destin d'une chanteuse espagnole.

## Liste des lauréats
- 2025 : Erwan Barillot et Arnaud Frilley pour Destins russes à Paris. Un siècle au Conservatoire Rachmaninoff (1924-2024)[2],[3]